# Heinz Wagner (Rechtswissenschaftler, 1937)
Heinz Wagner (* 28. Januar 1937 in Braunschweig) ist ein deutscher Jurist und Hochschullehrer.

## Leben
Nach dem Studium in Köln, Berlin und Göttingen promovierte Wagner 1966 an der Universität Göttingen zum Doktor der Rechte. Thema seiner Dissertation waren strafrechtliche Aspekte in den Werken des russischen Schriftstellers Fjodor Michailowitsch Dostojewski. Als wissenschaftlicher Assistent bei Eberhard Schmidhäuser an der Universität Hamburg habilitierte er sich 1974 (1974 Privatdozent für Strafrecht und Strafprozessrecht); seine Habilitationsschrift befasste sich mit „Amtsverbechen“. Im selben Jahr nahm er einen Ruf auf eine Professur an der Christian-Albrechts-Universität zu Kiel an. Dort wurde er 2002 in den Ruhestand versetzt. Er ist auch als Strafverteidiger, überwiegend in Wirtschaftsstrafsachen, tätig. So vertrat er u. a. 2013/14 Dirk Jens Nonnenmacher, den ehemaligen Vorstandsvorsitzenden der HSH Nordbank, vor dem Landgericht Hamburg. Auch für den langjährigen Gewerkschaftsfunktionär Alfons Lappas war Wagner anwaltlich tätig.

## Schriften (Auswahl)
- Das Verbrechen bei Dostojewski. Eine Untersuchung unter strafrechtlichem Aspekt. München 1966, OCLC 600942049.
- Amtsverbrechen (= Strafrechtliche Abhandlungen; N.F. Band 24). Duncker & Humblot, Berlin 1975, ISBN 3-428-03350-7 (zugleich: Habil.-Schrift, Universität Hamburg, 1974).
- Fälle zum Strafrecht, besonderer Teil (= Schriftenreihe der Juristischen Schulung. Band 45). Beck, München 1976, ISBN 3-406-06375-6 (4. Aufl. 1998).